# Kane (Pensilvânia)
Kane é um distrito localizado no estado norte-americano de Pensilvânia, no Condado de McKean.

## Demografia
Segundo o censo norte-americano de 2000, a sua população era de 4126 habitantes.
Em 2006, foi estimada uma população de 3862, um decréscimo de 264 (-6.4%).

## Geografia
De acordo com o United States Census Bureau tem uma área de
4,0 km², dos quais 4,0 km² cobertos por terra e 0,0 km² cobertos por água. Kane localiza-se a aproximadamente 617 m acima do nível do mar.

## Localidades na vizinhança
O diagrama seguinte representa as localidades num raio de 28 km ao redor de Kane.